# Садошенко Федір Григорович
Фе́дір Григо́рович Садоше́нко (13 лютого 1904, село Брайлкове (можливо, Браїлки), тепер Полтавської області — 15 січня 1981, місто Полтава) — український радянський партійний діяч, 2-й та 1-й секретар Луцького міського комітету КП(б)У Волинської області, голова Волинської обласної ради профспілок. Депутат Верховної Ради УРСР 1-го скликання (у 1940–1947 роках) від Волинської області.

## Біографія
Народився в бідній селянській родині, батько помер у 1919 році.
Навчався в сільській школі. З 1919 року працював ремонтним робітником на залізниці, допомагав матері у сільському господарстві.
Потім працював технічним працівником виконавчого комітету Полтавської волосної ради. У 1921 році вступив до комсомолу та став кандидатом у члени РКП(б).
У 1921–1922 роках виконував обов'язки заступника голови виконавчого комітету Нікольської волосної ради Полтавської губернії. Працював інспектором окружного фінансового відділу.
У 1923–1925 роках — слухач Полтавської губернської радянсько-партійної школи.
Член ВКП(б) з 1925 року.
З 1925 року — на відповідальній партійній роботі. У 1925–1926 роках — завідувач відділу пропаганди і агітації Пирятинського районного комітету КП(б)У на Полтавщині. З 1926 року — секретар Барвінківського, Драбівського, Прилуцького, Велико-Сорочинського, Охтирського, Красноградського, Онуфріївського, Великобурлуцького районних комітетів КП(б)У на Харківщині, Полтавщині, Чернігівщині та Сумщині.
У 1936–1937 роках — слухач однорічної вищої школи партійних організаторів при ЦК ВКП(б) у Москві.
У 1937 — листопаді 1939 року — 1-й секретар Зміївського районного комітету КП(б)У Харківської області.
У вересні — листопаді 1939 року — голова Ковельського повітового тимчасового управління Волинського воєводства.
У листопаді 1939 — липні 1941 року — 2-й секретар Луцького міського комітету КП(б)У Волинської області.
Під час німецько-радянської війни в 1942 році був 1-м секретарем Великобурлуцького районного комітету КП(б)У Харківської області. З вересня 1942 року служив у Військовій раді Донського фронту. Потім перебував на партійній роботі в східних районах СРСР.
У 1944 (затверджений в червні 1945)–1950 роках — 2-й секретар Луцького міського комітету КП(б)У Волинської області.
У 1950 — 24 серпня 1952 року — 1-й секретар Луцького міського комітету КП(б)У Волинської області.
З 1952 до 1956 року — голова Волинської обласної ради професійних спілок (облпрофради).
З 1957 року — на пенсії в місті Полтаві. Очолював позаштатну партійну комісію при Київському районному комітеті КПУ міста Полтави.

## Звання
- майор

## Нагороди та відзнаки
- орден Трудового Червоного Прапора
- два ордени «Знак Пошани» (23.01.1948,)
- медаль «За оборону Сталінграда»
- медаль «За перемогу над Німеччиною у Великій Вітчизняній війні 1941—1945 рр.» (1945)
- медалі
- Почесна грамота Президії Верховної Ради Української РСР (1974)